# 504 př. n. l.

## Události
- Končí Římsko–sabinské války mezi Římem a Sabinci, která začala roku 505 př. n. l.

## Hlavy států
- Perská říše – Dareios I. (522–486 př. n. l.)
- Egypt – Dareios I. (522–486 př. n. l.)
- Sparta – Kleomenés I. (520–490 př. n. l.)
- Kartágo – Hamilkar I. (510–480 př. n. l.)